# Tervajärvi (sjö i Mäntyharju, Södra Savolax)
Tervajärvi är en sjö i kommunen Mäntyharju i landskapet Södra Savolax i Finland. Sjön ligger 91,3 meter över havet. Arean är 79 hektar och strandlinjen är 6,45 kilometer lång. Sjön  ingår i Kymmene älvs huvudavrinningsområde.   Den ligger omkring 30 kilometer väster om S:t Michel och omkring 180 kilometer nordöst om Helsingfors. 